# Giorno dell'indipendenza della Georgia
Il Giorno dell'indipendenza della Georgia (in georgiano დამოუკიდებლობის დღე?) è la ricorrenza nazionale della Repubblica di Georgia. 
La festività nazionale si celebra il 26 maggio di ogni anno e commemora l'adozione dell'atto di indipendenza e la conseguente istituzione della Repubblica Democratica di Georgia il 26 maggio 1918, in seguito alla Rivoluzione russa del 1917.
Principale artefice dell'indipendenza della Georgia del 1918 fu il politico e giornalista Noe Zhordania, che fu anche leader della Repubblica democratica di Georgia.
La Giornata dell'Indipendenza nazionale si celebra con sfilate militari, concerti, giochi pirotecnici, discorsi politici in cui vengono sottolineati i valori dell'indipendenza e dell'identità nazionale e culturale della nazione georgiana. 
Viene celebrata, quindi, la storia e la cultura georgiana, ricca di avvenimenti e glorie nazionali, come il re Davide IV di Georgia, considerato dalla tradizione il più grande sovrano georgiano, Vakhtang I Gorgasali, fondatore della capitale Tbilisi e, tra gli altri, Shota Rustaveli, il poeta georgiano autore del poema epico nazionale "Il cavaliere dalla pelle di leopardo".
La ricorrenza nazionale del 26 maggio non va confusa con il giorno dell'indipendenza dall'Unione Sovietica (9 aprile 1991).